# Paul Copley

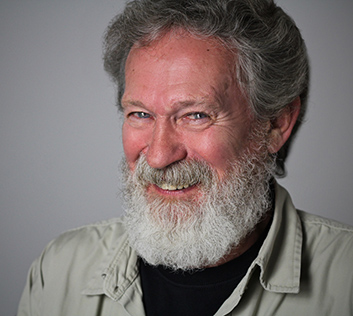
Paul Copley, 2012

Paul Copley (* 25. November 1944 in Denby Dale, West Yorkshire, England) ist ein britischer Schauspieler.

## Leben
Copley begann seine Karriere am Theater und hatte sein Spielfilmdebüt 1973 in der Komödie Father Dear Father, in der seine Ehefrau Natasha Pyne die weibliche Hauptrolle spielte. 1975 spielte er eine größere Rolle in Ken Hughes’ Alfie, der liebestolle Schürzenjäger. Im Kriegsfilm Die Brücke von Arnheim war er 1977 als Private Wicks zu sehen; in Die letzte Offensive 1979 als Corporal Storey. In den folgenden Jahrzehnten verlagerte sich seine Karriere aufs Fernsehen. Neben Gastauftritten in britischen Fernsehserien wie Inspector Lynley, Life on Mars – Gefangen in den 70ern, Inspector Barnaby und Verrate mich nicht spielte er zahlreiche wiederkehrende Rollen. Hierzu zählen die Rolle des Pathologen in der erfolgreichen Krimiserie Für alle Fälle Fitz von 1993 bis 1995, des Algernon Rowan-Webb in Eine lausige Hexe und Clement McDonald in Torchwood. Bekanntheit beim internationalen Fernsehpublikum erlangte er durch seine Darstellung des Mr. Mason in 16 Episoden von Downton Abbey zwischen 2011 und 2015.
In den 1990er Jahren spielte er kleinere Rollen in Was vom Tage übrig blieb und Herzen in Aufruhr. Daneben stand er immer wieder auf der Theaterbühne, unter anderem am Royal Court Theatre, dem Royal National Theatre, dem Globe Theatre und dem Gate-Theater. 1976 wurde er für seine Darstellung in For King And Country mit dem Laurence Olivier Award in der Kategorie Actor of the Year in a New Play ausgezeichnet. Von September bis November 2012 spielte er in einer Produktion der Royal Shakespeare Company die Titelrolle des King Lear. Zudem wirkt er als Off-Sprecher für Fernsehwerbespots der Supermarktkette Wm Morrison Supermarkets. Seit 2019 spricht er die Rolle des Leonard Berry in der BBC Radio 4-Hörspielserie The Archers, der ältesten noch laufenden Seifenopernserie der Welt.

## Filmografie (Auswahl)

### Fernsehen
- 1980: Der Aufpasser (Minder)
- 1992–2006: Heartbeat (3 Folgen)
- 1993–1995: Für alle Fälle Fitz (Cracker)
- 1998–2003: Hornblower
- 1999: Eine lausige Hexe (The Worst Witch)
- 1999, 2003: Silent Witness (4 Folgen)
- 2004: Inspector Lynley (The Inspector Lynley Mysteries, 1 Folge)
- 2004: New Tricks – Die Krimispezialisten (New Tricks)
- 2005: Waking the Dead – Im Auftrag der Toten (Waking the Dead)
- 2006: Life on Mars – Gefangen in den 70ern (Life on Mars)
- 2009: George Gently – Der Unbestechliche (Inspector George Gently)
- 2009: Torchwood
- 2011–2015: Downton Abbey
- 2014: Inspector Barnaby (Midsomer Murders)
- 2014: Vera – Ein ganz spezieller Fall (Vera)
- 2016: Call the Midwife – Ruf des Lebens (Call the Midwife)
- 2016: Suspects
- 2016: The Coroner
- 2017: Verrate mich nicht (Trust Me)
- 2018: Emmerdale

### Film
- 1975: Alfie, der liebestolle Schürzenjäger (Alfie Darling)
- 1977: Die Brücke von Arnheim (A Bridge Too Far)
- 1979: Die letzte Offensive (Zulu Dawn)
- 1993: Was vom Tage übrig blieb (The Remains of the Day)
- 1996: Herzen in Aufruhr (Jude)
- 2001: Über kurz oder lang (Blow Dry)
- 2020: Enola Holmes
- 2022: Downton Abbey II: Eine neue Ära (Downton Abbey: A New Era)

## Auszeichnungen
- 1976: Laurence Olivier Award in der Kategorie Actor of the Year in a New Play für For King And Country